# The Yes Album
The Yes Album je třetí studiové album britské art rockové hudební skupiny Yes, poprvé vydané 19. února 1971. Jedná se o první album, na kterém se podílí Steve Howe.

## Seznam skladeb

### Strana 1
1. "Yours Is No Disgrace" (Jon Anderson/Chris Squire/Steve Howe/Tony Kaye/Bill Bruford) – 9:41
2. "Clap" (Howe) – 3:17
3. "Starship Trooper" – 9:25
  1. "Life Seeker" (Anderson)
  2. "Disillusion" (Squire)
  3. "Würm" (Howe)

### Strana 2
1. "I've Seen All Good People" – 6:56
  1. "Your Move" (Jon Anderson)
  2. "All Good People" (Chris Squire)
2. "A Venture" (Jon Anderson) – 3:18
3. "Perpetual Change" (Jon Anderson/Chris Squire) – 8:54

## Sestava
- Jon Anderson – zpěv
- Steve Howe – kytara, zpěv
- Chris Squire – baskytara, zpěv
- Tony Kaye – piáno, varhany, Moog syntezátor
- Bill Bruford – bicí, perkuse